# Pullenreuth
Pullenreuth – miejscowość i gmina w Niemczech, w kraju związkowym Bawaria, w rejencji Górny Palatynat, w regionie Oberpfalz-Nord, w powiecie Tirschenreuth, wchodzi w skład wspólnoty administracyjnej Neusorg. Leży w Smreczanach, około 25 km na północny zachód od Tirschenreuth, nad rzeką Fichtelnaab, przy linii kolejowej Monachium - Norymberga - Berlin.

## Dzielnice
W skład gminy wchodzą następujące dzielnice: 
- Arnoldsreuth
- Dechantsees
- Haid
- Harlachhammer
- Harlachberg
- Haselbrunn
- Höll
- Kautzenhof
- Kronau
- Langentheilen
- Leimgruben
- Lochau
- Mengersreuth
- Neuhof
- Neuköslarn
- Neuweiher
- Pilgramsreuth
- Rothenfurt
- Trevesen
- Trevesenhammer